# Gustav Arvidsson (Sparre av Vik)
Gustav Arvidsson (Sparre av Vik), död 1366 eller 1367, var en svensk lagman och riksråd.

## Biografi
Gustav Arvidsson (Sparre av Vik) var son till lagmannen Arvid Gustavsson (Sparre av Vik) och Ramborg Israelsdotter. Han nämns första gången 1334 och blev 21 juli 1336 riddare vid kung Magnus Erikssons kröning. Gustav Arvidsson var 1350 riksråd och blev 1355 lagman i Södermanlands lagsaga. Han avled 1366 eller 1367.

### Egendom
Gustav Arvidsson ägde släktgodset Vik i Balingsta socken.

### Familj
Gustav Arvidsson gifte sig 1334 med Kristina Petersdotter (Peter Ragnvaldssons ätt), dotter till riddaren Peter Ragnvaldsson (Peter Ragnvaldssons ätt) och Birgitta Jonsdotter. Kristina Petersdotter var änka efter marsken Erengisle Näskonungsson (Delad sköld) (död 1328). Gustav Arvidsson och Kristina Petersdotter fick tillsammans barnen Ramborg Gustavsdotter, Brigitta Gustavsdotter, en dotter som var gift med riksrådet Finvid Finvidsson (Frösviksätten), Märta Gustavsdotter som var gift en riddare och riksrådet Folke Nilsson (Ivar Nilssons ätt) och lagmannen Arvid Gustavsson (Sparre av Vik) Upplands lagsaga.